# Уренгойська ТЕС
66°1′59″ пн. ш. 78°5′0″ сх. д. / 66.03306° пн. ш. 78.08333° сх. д.
Уренгойська ТЕС — теплова електростанція в Тюменській області Росії. 
Станція повинна була обслуговувати потреби надпотужного центру газовидобувної промисловості (зокрема, неподалік знаходиться унікальне Уренгойське родовище), при цьому первісний проект передбачав зведення дванадцяти однотипних блоків з паровими турбінами потужністю по 210 МВт. Роботи стартували в середині 1980-х, встигли створити свайне поле на місці перших блоків та почати зводити димар, проте на тлі краху планової економіки в 1994-му будівництво зупинилось. Втім, в 1990 – 1991 роках встигли ввести в дію пуско-опалювальну котельню з двома паровими турбінами Калузького турбінного заводу типу ПТ-12/15-35/10М потужністю по 12 МВт, які живляться від двох парових котлів типу БКЗ-75-39 ГМ продуктивністю по 75 тон пари на годину (також котельня має два водогрійні котла типу КВГМ-100-150 продуктивністю по 100 Гкал/год). 
В 2007-му вирішили відновити будівництво Уренгойської ТЕС, проте тепер повністю відмовились від первісного проекту. Натомість в 2012-му запустили енергоблок комбінованого парогазового циклу, в якому дві газові турбіна виробництва концерну «Силові машини» типу ГТЭ-160 (ліцензійна Siemens) живлять через відповідну кількість котлів-утилізаторів парову турбіну від «Силових машини» типу К-160-7.5. Номінальна потужність парогазового блоку первісно була визначена як 450 МВт, а в 2015 – 2016 роках у три етапи переномінована на 506 МВт. Паливна ефективність блоку становить 50,6%.
Як паливо ТЕС використовує природний газ.
Для охолодження використовують воду із озера Ямилімуяганто (сточище річки Пур).
Видача продукції відбувається по ЛЕП, що працюють під напругою 220 кВ та 110 кВ.